# Puente nuevo de Sarátov
El puente nuevo de Sarátov es un puente para automóviles que cruza el Volga cerca del pueblo de Pristannoye, a unos 13 km río arriba de la ciudad de Sarátov en Rusia. 
El puente es parte de la extensa circunvalación del oeste, SKAD, de Sarátov y Engels, que fue construido para aliviar el puente de Sarátov. La distancia entre los dos cruces de autopistas más cercanos es de 12,7 km, de ahí la creencia equivocada de que el puente tiene 12,7 km de largo. 

## Descripción
El cruce de cuatro carriles del Volga consiste en dos secuencias de puentes paralelos, estructuralmente independientes, interrumpidas por presas en islas.
Comienza (de oeste a este) con el puente principal de 2350,7 m de longitud. Por su altura, su estribo se encuentra a 410 m de la margen derecha. Al puente principal le sigue una presa con una longitud de 364 m, seguida de un puente de 310 m de largo sobre un humedal. A otra presa de 394 m de longitud le sigue un puente de 667,8 m de longitud sobre un brazo del Volga. Se construyó una tercera presa, de 222 m de largo, en una pequeña isla. El puente cerca de Shumeyka en la margen izquierda del Volga, que pasa por un ramal y por una hendidura, consta de dos secciones de 304,8 m y 378,8 m (un total de 683,6 m). Los puentes son de planta curva, un método de construcción utilizado en Rusia por primera vez.
Los puentes diseñados por el Instituto Giprotransmost cumplen los estándares para puentes de autopistas con dos carriles en cada sentido de viaje y un arcén. Detrás de las barreras hay una pasarela y un carril bici.
Durante el difícil período de 1991 a 2000, se construyeron inicialmente los puentes del norte, que se utilizaron como una carretera de dos carriles. En la segunda fase, aguas abajo se construyó la segunda calzada, que fue inaugurada en 2009. Desde entonces, ha habido puentes de autopista sobre el Volga para la circunvalación SKAD.
El puente principal tiene placa ortotrópica con viga de cajón de acero. El espacio entre los pilares es 63 + 73,5 + 84 + 10 × 126 + 3 × 157 + 3 × 126 m.